# Darko Butorović
Darko Butorović (ur. 12 sierpnia 1970 w Splicie) – chorwacki piłkarz występujący na pozycji obrońcy.

## Kariera klubowa
Butorović treningi rozpoczął w zespole RNK Split. W 1992 roku został graczem pierwszoligowego Hajduka Split. Dwa razy wywalczył z nim mistrzostwo Chorwacji (1994, 1995), dwa razy wicemistrzostwo Chorwacji (1993, 1996), a także dwa razy Puchar Chorwacji.
Na początku 1997 roku Butorović przeszedł do portugalskiego FC Porto. W pierwszej lidze portugalskiej zadebiutował 8 lutego 1997 w wygranym 2:0 meczu z União Leiria. W sezonie 1996/1997 wraz z Porto zdobył mistrzostwo Portugalii, a w sezonie 1997/1998 mistrzostwo Portugalii oraz Puchar Portugalii.
W 1998 roku Butorović odszedł do holenderskiego Vitesse. W Eredivisie zadebiutował 23 września 1998 w wygranym 2:0 spotkaniu z RKC Waalwijk. W Vitese spędził sezon 1998/1999. Następnie, przez jeden sezon grał w portugalskim pierwszoligowcu, SC Farense. W 2000 roku wrócił do Hajduka Split. W sezonie 2000/2001 wywalczył z nim mistrzostwo Chorwacji, a w sezonie 2001/2002 wicemistrzostwo Chorwacji. W 2002 roku zakończył karierę.

## Kariera reprezentacyjna
W reprezentacji Chorwacji Butorović zadebiutował 11 czerwca 1995 w przegranym 0:1 meczu eliminacji Mistrzostw Europy 1996 z Ukrainą. W latach 1995–1997 w drużynie narodowej rozegrał 3 spotkania.